# Cecílie Francouzská
Cecílie Francouzská (francouzsky Cécile de France, 1097 – po 1145) byla kněžna z Antiochie a hraběnka z Tripolisu, nevlastní sestra jeruzalémského krále Fulka.
Narodila se jako dcera francouzského krále Filipa I. a jeho druhé manželky Bertrady, dcery Šimona z Montfortu. Koncem roku 1106 byla provdána za křižáckého vůdce Tankreda Galilejského, regenta Antiochie. Roku 1112 Tankred podlehl tyfu a Cecílie se krátce poté provdala za tripoliského hraběte Ponse. Tento svazek pomohl k urovnání vztahů mezi normanskými a provensálskými křižáky, které byly narušeny již od dob obléhání Antiochie. Ovdověla roku 1137, když Pons padl při bitvě s Turky.